# Hiroshi Ikehata
Hiroshi Ikehata (池畠 博史 Ikehata Hiroshi?) es un director y guionista gráfico de anime japonés. Algunas de las series que ha dirigido incluyen Robot Girls Z, Kiratto Pri☆chan, Tonikaku Kawaii y Dark Gathering.

## Biografía
Ikehata nació el 24 de octubre de 1979 en Tokio, Japón. Después de ingresar al Departamento de Estudios de Cine y Medios de la Universidad de Arte de Osaka, se unió al club de investigación de ciencia ficción. Durante su tiempo en la universidad, trabajó en producciones independientes y recibió el Gran Premio Gaiden en un concurso de Animación CG. Posteriormente, asumió el cargo de presidente del club.
Tras graduarse, ingresó en la industria del anime. Debutó como director en 1998 con el episodio 13 de Alice SOS. En 2011, dirigió su primera serie de televisión, Ring ni Kakero 1: Sekai Taikai-hen.
Dependiendo de la obra, es acreditado con diferentes nombres, como su nombre real Hiroshi Ikehata (池畠 博史?) o variantes como Hiroshi Ikehata (池畠ヒロ史?) e Hiroshi Ikehata (池畠ヒロシ?), aunque todos estos nombres se pronuncian igual. Sin embargo, desde la década de 2010 ha sido acreditado consistentemente bajo el nombre Hiroshi Ikehata (博史 池畠?).

## Trabajos

### Series de televisión
Destaca papeles con funciones de dirección de series.
     Destaca papeles con funciones de asistente de dirección o supervisión.
| Año  | Título                                       | Director(es)                    | Estudio                          | Funciones                                                                                            | Refs.                |
| ---- | -------------------------------------------- | ------------------------------- | -------------------------------- | --- | -------------------- |
| 1998 | Alice SOS                                    | Shingo Kaneko                   | J.C.Staff                        | Director de episodio (#13)                                                                           | [ 4 ]                |
| 2006 | Muteki Kanban Musume                         | Nobuo Tomizawa                  | Telecom Animation Film           | Director de episodios (#11-12, 19-20)                                                                | [ 7 ]                |
| 2006 | Onegai My Melody: Kurukuru Shuffle!          | Makoto Moriwaki                 | Studio Comet                     | Director de episodios (#32, 42, 47)                                                                  | [ 8 ]                |
| 2006 | Tenpō Ibun: Ayakashi Ayashi                  | Hiroshi Nishikiori              | Bones                            | Director de episodio (#10)                                                                           | [ 9 ]                |
| 2006 | Kekkaishi                                    | Kenji Kodama                    | Sunrise                          | Director de episodio (#10) Guionista gráfico (#10)                                                   | [ 10 ]               |
| 2007 | Hayate no Gotoku!                            | Keiichiro Kawaguchi             | SynergySP                        | Director de episodio (#39)                                                                           | [ 11 ]               |
| 2007 | Onegai My Melody Sukkiri♪                    | Makoto Moriwaki                 | Studio Comet                     | Director de episodios (#1, 5, 11, 17, 22, 27, 36, 39, 45, 50, 52)                                    | [ 12 ]               |
| 2007 | Tengen Toppa Gurren Lagann                   | Hiroyuki Imaishi                | Gainax                           | Director de episodio (#22)                                                                           | [ 13 ]               |
| 2007 | Moetan                                       | Keiichiro Kawaguchi             | Actas                            | Director de episodio (#4)                                                                            | [ 14 ]               |
| 2007 | Big Windup!                                  | Tsutomu Mizushima               | A-1 Pictures                     | Director de episodio (#12)                                                                           | [ 15 ]               |
| 2007 | Getsumen to Heiki Mina                       | Keiichiro Kawaguchi             | Gonzo                            | Director de episodio (#EX 1)                                                                         | [ 16 ]               |
| 2007 | Moyashimon                                   | Yūichirō Yano                   | Shirogumi Telecom Animation Film | Director de episodios (#1, 6, 11)                                                                    | [ 17 ]               |
| 2008 | Onegai♪My Melody Kirara★                     | Makoto Moriwaki                 | Studio Comet                     | Guionista gráfico (#18, 23, 34, 42)                                                                  | [ 18 ]               |
| 2008 | Zettai Karen Children                        | Keiichiro Kawaguchi             | SynergySP                        | Director de episodios (#27, 37)                                                                      | [ 19 ]               |
| 2008 | Soul Eater                                   | Takuya Igarashi                 | Bones                            | Director de episodio (#34)                                                                           | [ 20 ]               |
| 2008 | Nijū Mensō no Musume                         | Nobuo Tomizawa                  | Bones Telecom Animation Film     | Director de episodios (#8, 15, 21)                                                                   | [ 21 ]               |
| 2008 | Nogizaka Haruka no Himitsu                   | Munenori Nawa                   | Diomedéa                         | Director de episodio (#4)                                                                            | [ 22 ]               |
| 2008 | Rosario + Vampire                            | Takayuki Inagaki                | Gonzo                            | Director de episodio (#3) Guionista gráfico (#3)                                                     | [ 23 ]               |
| 2009 | Fullmetal Alchemist: Brotherhood             | Yasuhiro Irie                   | Bones                            | Director de episodios (#5, 14, 25, 33, 41, 55; OP 4)                                                 | [ 24 ]               |
| 2009 | Saki                                         | Manabu Ono                      | Gonzo Picture Magic              | Director de episodios (#5, 13, 24; ED 3) Guionista gráfico (#13, 24; ED 3)                           | [ 25 ]               |
| 2010 | Hime Chen! Otogi Chikku Idol Lilpri          | Makoto Moriwaki                 | TMS Entertainment                | Director de episodio (#8) Guionista gráfico (#20)                                                    | [ 26 ]               |
| 2010 | Seitokai Yakuindomo                          | Hiromitsu Kanazawa              | GoHands                          | Director de episodios (#2, 5, 11) Guionista gráfico (#5, 11, 13)                                     | [ 27 ]               |
| 2011 | Suite Precure♪                               | Munehisa Sakai                  | Toei Animation                   | Director de episodios (#28, 32) Guionista gráfico (#28, 32)                                          | [ 28 ]               |
| 2011 | Ring ni Kakero 1: Sekai Taikai-hen           | Hiroshi Ikehata                 | Toei Animation                   | Director Director de episodios (#1, 6) Guionista gráfico (#1, 6)                                     | [ 5 ] [ 29 ]         |
| 2011 | A-Channel                                    | Manabu Ono                      | Studio Gokumi                    | Director de episodio (#10)                                                                           | [ 30 ]               |
| 2011 | Gosick                                       | Hitoshi Nanba                   | Bones                            | Director de episodios (#4, 14)                                                                       | [ 31 ]               |
| 2011 | Toriko                                       | Akifumi Zako                    | Toei Animation                   | Guionista gráfico (#71)                                                                              | [ 32 ]               |
| 2012 | Rinne no Lagrange                            | Tatsuo Satō Toshimasa Suzuki    | Xebec                            | Director de episodio (#2)                                                                            | [ 33 ]               |
| 2012 | Aquarion Evol                                | Shōji Kawamori Yūsuke Yamamoto  | Satelight 8-Bit                  | Director de episodio (#8)                                                                            | [ 34 ]               |
| 2012 | Smile PreCure!                               | Takashi Ōtsuka                  | Toei Animation                   | Director de episodio (#5) Guionista gráfico (#5)                                                     | [ 35 ]               |
| 2012 | Accel World                                  | Masakazu Obara                  | Sunrise                          | Director de episodios (#5, 11, 17, 23; OP 2, ED 2) Guionista gráfico (#11, 15, 22-23)                | [ 36 ]               |
| 2012 | Saki Achiga-hen: Episode of Side-A           | Manabu Ono                      | Studio Gokumi                    | Director de episodios (#3, 9; OP) Guionista gráfico (#3, 5, 9)                                       | [ 37 ]               |
| 2012 | Kono Naka ni Hitori, Imōto ga Iru!           | Munenori Nawa                   | Studio Gokumi                    | Director de episodio asistente (#10) Guionista gráfico (#10; OP) Director de unidad (#OP)            | [ 38 ]               |
| 2012 | Dog Days'                                    | Junji Nishimura                 | Seven Arcs                       | Director de episodios (#1, 13)                                                                       | [ 39 ]               |
| 2012 | Code:Breaker                                 | Yasuhiro Irie                   | Kinema Citrus                    | Director de episodio (#11)                                                                           | [ 40 ]               |
| 2012 | Ano Natsu de Matteru                         | Tatsuyuki Nagai                 | J.C.Staff                        | Guionista gráfico (#6)                                                                               | [ 41 ]               |
| 2013 | Dokidoki! Precure                            | Gō Koga                         | Toei Animation                   | Director de episodio (#17) Guionista gráfico (#17)                                                   | [ 42 ]               |
| 2013 | Yuyushiki                                    | Kaori                           | Kinema Citrus                    | Director de episodios (#3, 7, 9; OP) Guionista gráfico (#3, 7, 9; OP)                                | [ 43 ]               |
| 2013 | Kill la Kill                                 | Hiroyuki Imaishi                | Trigger                          | Director de episodio (#9) Guionista gráfico (#9)                                                     | [ 44 ]               |
| 2013 | Minami-ke Tadaima                            | Keiichiro Kawaguchi             | Feel                             | Director de episodio (#3)                                                                            | [ 45 ]               |
| 2014 | Buddy Complex                                | Yasuhiro Tanabe                 | Sunrise                          | Director de episodio (#2)                                                                            | [ 46 ]               |
| 2014 | Black Bullet                                 | Masayuki Kojima                 | Kinema Citrus Orange             | Director asistente Director de episodios (#1, 3-4, 7, 11; OP) Guionista gráfico (#3-4, 7, 11)        | [ 47 ]               |
| 2014 | Barakamon                                    | Masaki Tachibana                | Kinema Citrus                    | Director de episodio asistente (#9)                                                                  | [ 48 ]               |
| 2014 | Sora no Method                               | Masayuki Sakoi                  | 3Hz                              | Director de episodios (#7, 11)                                                                       | [ 49 ]               |
| 2015 | Rolling☆Girls                                | Kotomi Deai                     | Wit Studio                       | Director de episodio (#5) Guionista gráfico (#5)                                                     | [ 50 ]               |
| 2015 | Sore ga Seiyū!                               | Hiroshi Ikehata                 | Gonzo                            | Director Director de episodios (#1, 12) Guionista gráfico (#1-2, 6, 12)                              | [ 51 ]               |
| 2015 | Gochūmon wa Usagi Desu ka??                  | Hiroyuki Hashimoto              | Kinema Citrus White Fox          | Director de episodio (#6) Guionista gráfico (#6)                                                     | [ 52 ]               |
| 2015 | Lupin the 3rd Part IV: The Italian Adventure | Kazuhide Tomonaga Yūichirō Yano | Telecom Animation Film           | Director de episodio (#7)                                                                            | [ 53 ]               |
| 2016 | Shakunetsu no Takkyū Musume                  | Yasuhiro Irie                   | Kinema Citrus                    | Director de episodios (#5, 9) Guionista gráfico (#5)                                                 | [ 54 ]               |
| 2016 | Flip Flappers                                | Kiyotaka Oshiyama               | 3Hz                              | Director de episodios (#3, 6)                                                                        | [ 55 ]               |
| 2016 | Dimension W                                  | Kanta Kamei                     | Orange 3Hz                       | Director de episodio (#10)                                                                           | [ 56 ]               |
| 2016 | Phantasy Star Online 2: The Animation        | Keiichiro Kawaguchi             | Telecom Animation Film           | Director de episodios (#7, 12)                                                                       | [ 57 ]               |
| 2017 | Akiba's Trip The Animation                   | Hiroshi Ikehata                 | Gonzo                            | Director Director de episodios (#1, 5, 8-9, 13; OP) Guionista gráfico (#1-2, 4-5, 9-10, 12-13)       | [ 58 ]               |
| 2017 | Princess Principal                           | Masaki Tachibana                | Actas 3Hz                        | Director de episodio (#3)                                                                            | [ 59 ]               |
| 2017 | Mahōjin Guru Guru                            | Hiroshi Ikehata                 | Production I.G                   | Director Director de episodios (#5, 8, 16, 24; OP 1) Guionista gráfico (#5, 8, 12, 16, 22, 24; OP 1) | [ 60 ]               |
| 2017 | Evil or Live                                 | Dong Yi                         | Haoliners Animation League       | Director de unidad (#OP)                                                                             | [ 61 ]               |
| 2018 | Uchū Senkan Tiramisù                         | Hiroshi Ikehata                 | Gonzo                            | Director Director de episodios (#1-3) Guionista gráfico (#1-3)                                       | [ 62 ]               |
| 2018 | Kiratto Pri☆chan                             | Chi Man Park Hiroshi Ikehata    | Tatsunoko Production Dongwoo A&E | Director Director de episodio (#1) Guionista gráfico (#1-2, 5, 11, 24, 31, 50)                       | [ 63 ]               |
| 2018 | Uchū Senkan Tiramisù II                      | Hiroshi Ikehata                 | Gonzo                            | Director Director de episodio (#13) Guionista gráfico (#12-13)                                       | [ 64 ]               |
| 2019 | Kiratto Pri☆chan Season 2                    | Chi Man Park Hiroshi Ikehata    | Tatsunoko Production             | Director Guionista gráfico (#52, 101)                                                                | [ 65 ]               |
| 2019 | Bem                                          | Yoshinori Odaka                 | LandQ studios                    | Asistente de producción                                                                              | [ 66 ]               |
| 2020 | Murenase! Seton Gakuen                       | Hiroshi Ikehata                 | Studio Gokumi                    | Director Guionista gráfico (#1-2, 5, 12)                                                             | [ 67 ]               |
| 2020 | Kiratto Pri☆chan Season 3                    | Chi Man Park Hiroshi Ikehata    | Tatsunoko Production             | Director Guionista gráfico (#103, 110, 141, 152-153)                                                 | [ 68 ]               |
| 2020 | Tonikaku Kawaii                              | Hiroshi Ikehata                 | Seven Arcs                       | Director Guionista gráfico (#1-2, 7-8, 12)                                                           | [ 69 ]               |
| 2022 | Shinmai Renkinjutsushi no Tenpo Keiei        | Hiroshi Ikehata                 | ENGI                             | Director Guionista gráfico (#1, 6, 11)                                                               | [ 70 ]               |
| 2022 | Mahō Shōjo Magical Destroyers                | Hiroshi Ikehata                 | Bibury Animation Studios         | Director Guionista gráfico (#1, 4, 12)                                                               | [ 71 ] [ 72 ]        |
| 2023 | Tonikaku Kawaii 2nd Season                   | Hiroshi Ikehata                 | Seven Arcs                       | Director Guionista gráfico (#2)                                                                      | [ 73 ] [ 74 ] [ 75 ] |
| 2023 | Dark Gathering                               | Hiroshi Ikehata                 | OLM                              | Director Guionista gráfico (#1, 6, 8, 16, 22, 25)                                                    | [ 76 ]               |
| 2024 | Kekkon Surutte, Hontō Desu ka                | Hiroshi Ikehata                 | Ashi Productions                 | Director Guionista gráfico (#1, 3, 12)                                                               | [ 77 ]               |
| 2024 | Punirunes: Puni 2                            | Hiroshi Ikehata                 | OLM Digital                      | Director Guionista gráfico (#1-4)                                                                    | [ 78 ]               |
| 2024 | Kabushiki Gaisha Magilumiere                 | Masahiro Hiraoka                | J.C.Staff                        | Guionista gráfico (#4)                                                                               | [ 79 ]               |
| 2025 | Witch Watch                                  | Hiroshi Ikehata                 | Bibury Animation Studios         | Director Director de episodios (#1, 12) Guionista gráfico (#1-2, 12, 15)                             | [ 80 ] [ 81 ]        |
| —    | Kaya-chan wa Kowakunai                       | Hiroshi Ikehata                 | East Fish Studio                 | Director                                                                                             | [ 82 ]               |

### Películas
Destaca papeles con funciones de dirección de series.
| Año  | Título                                        | Director(es) | Estudio                                      | Funciones                                                      | Refs.  |
| ---- | --------------------------------------------- | --- | -------------------------------------------- | -------------------------------------------------------------- | ------ |
| 2011 | Inazuma Eleven Go: Kyūkyoku no Kizuna Gryphon | Yoshikazu Miyao | OLM                                          | Director de unidad                                             | [ 83 ] |
| 2012 | Pokémon: Kyurem vs. El Espadachin Místico     | Kunihiko Yuyama | OLM                                          | Director de unidad                                             | [ 84 ] |
| 2012 | Inazuma Eleven Go vs. Danball Senki W Movie   | Yoshikazu Miyao | OLM                                          | Director de unidad                                             | [ 85 ] |
| 2018 | FLCL Progressive                              | Katsuyuki Motohiro Kazuto Arai (#1) Toshihisa Kaiya (#2) Yuki Ogawa (#3) Yoshihide Ibata (#4) Kei Suezawa (#5) Hiroshi Ikehata (#6) | Production I.G Signal.MD Production GoodBook | Director (#6) Director de episodio (#6) Guionista gráfico (#6) | [ 86 ] |
| 2020 | Bem Movie: Become Human                       | Hiroshi Ikehata | Production I.G                               | Director Guionista gráfico Director de unidad                  | [ 87 ] |
| 2025 | i☆Ris the Movie: Full Energy!!                | Hiroshi Ikehata | Studio Gokumi                                | Director                                                       | [ 88 ] |

### ONAs
Destaca papeles con funciones de dirección de series.
| Año  | Título                       | Director(es)    | Estudio        | Funciones                                                      | Refs.  |
| ---- | ---------------------------- | --------------- | -------------- | -------------------------------------------------------------- | ------ |
| 2011 | Toei Robot Girls             | Hiroshi Ikehata | Toei Animation | Director Director de episodio Guionista gráfico                | [ 89 ] |
| 2015 | Ninja Slayer From Animation  | Akira Amemiya   | Trigger        | Guionista gráfico (#2, 5-6, 19-20, 25)                         | [ 90 ] |
| 2015 | Robot Girls Z Plus           | Hiroshi Ikehata | Toei Animation | Director Director de episodios (#1-4) Guionista gráfico (#1-4) | [ 91 ] |
| 2023 | Tonikaku Kawaii Joshi Kō-hen | Hiroshi Ikehata | Seven Arcs     | Director                                                       | [ 92 ] |

### OVAs
Destaca papeles con funciones de dirección de series.
| Año  | Título                                  | Director(es)    | Estudio       | Funciones                                        | Refs.  |
| ---- | --------------------------------------- | --------------- | ------------- | ------------------------------------------------ | ------ |
| 2017 | Yuyushiki: Komarasetari, Komarasaretari | Kaori           | Kinema Citrus | Guionista gráfico (#OP) Director de unidad (#OP) | [ 93 ] |
| 2021 | Tonikaku Kawaii: SNS                    | Hiroshi Ikehata | Seven Arcs    | Director Guionista gráfico                       | [ 94 ] |

### Especiales
Destaca papeles con funciones de dirección de series.
| Año  | Título                                    | Director(es)    | Estudio        | Funciones                                                      | Refs.  |
| ---- | ----------------------------------------- | --------------- | -------------- | -------------------------------------------------------------- | ------ |
| 2009 | Fullmetal Alchemist: Brotherhood Specials | Yasuhiro Irie   | Bones          | Director de episodio (#3)                                      | [ 95 ] |
| 2014 | Robot Girls Z                             | Hiroshi Ikehata | Toei Animation | Director Director de episodios (#1-4) Guionista gráfico (#1-4) | [ 96 ] |
| 2022 | Tonikaku Kawaii: Seifuku                  | Hiroshi Ikehata | Seven Arcs     | Director Director de episodio Guionista gráfico                | [ 97 ] |